# Berthe Roy
Pour les articles homonymes, voir Roy.
Berthe Roy est une pianiste et professeure canadienne née le 8 février 1889 à Québec et décédée le 9 novembre 1951 à l'âge de 62 ans dans sa ville natale.    
Née d'une famille où la musique faisait partie du quotidien, Berthe est initiée à cette pratique dès l'âge de 3 ans. Son père, Philéas (Alphonse) Roy, est un musicien reconnu à l'époque (organiste, pianiste, maître de chapelle, chef de musique, écrivain et astronome) et Léo Roy, son frère aîné, s'est lui aussi initié à cet art en tant que compositeur, organiste, musicographe, pianiste et professeur.

## Biographie
Berther Roy est née de l'union entre Angéline Côté (fille de Narcisse Côté et Marcelline Leblanc) et Phillias Roy (fils de Régis Roy et Sophie Chamard) dont le mariage a été célébré le 18 mai 1880 à St-Augustin de Portneuf.

### Études
Berthe Roy est découverte pour ses talents musicaux dès l'âge de trois ans grâce à sa mémoire musicale impressionnante ainsi qu'à sa précocité dans l'apprentissage de la musique, plus particulièrement le piano. Son père (Philéas Roy), qui enseignait l'orgue et le piano, lui donne ses premières leçons de piano après avoir réalisé l'ampleur de son talent musical. À l'âge de huit ans, elle commençait sa carrière de pianiste interprète à l'hôtel du Château Frontenac. À dix ans, sa famille déménage à New York où Berthe continue ses études musicales auprès des religieuses de Jésus-Marie. Plus tard, elle reçoit une bourse du National Conservatory of Music parmi plus de 500 candidats. C'est à cette école qu'elle fait la rencontre de Rafael Joseffy, son professeur. Madame Roy a de plus en plus de succès et de reconnaissance lors de cette période. Avant son départ pour Paris, elle suit des cours de chant avec Romualdo Sapio et des cours de piano avec Gaston Dethier.  Arrivée à Paris, Berthe y demeure 3 ans afin de poursuivre ses études musicales au Conservatoire.  Elle étudie le piano auprès d'Antoine-Émile Marmontel et le chant avec Anna Arnaud. Elle termine ses études avec l'obtention de son doctorat en musique (interprétation) à l'école de musique de l'Université Laval en 1943.  

### Carrière
La jeune pianiste canadienne est considérée comme une vedette aux yeux de sa communauté, la population de Québec surveille le moindre signe de l'artiste. M. Aloz, un gérant de théâtre, décrète que « jamais depuis qu’il occupe ce poste, la vente des billets à l’avance n’a été aussi considérable pour aucune représentation qu’elle ne l’a été jusqu’ici pour le concert de Berthe Roy. » La nation apprécie cette musicienne sans prétention qui a été reconnue pour son talent musical. Elle fait plusieurs  tournées européenne et nord-américaine en 1907-1908, dont une avec Jan Kubelik (violoniste). Elle reçoit des éloges lorsqu'elle joue au Massey Hall de Toronto en 1908.  C'est en 1914 que Berthe s'installe pour le reste de sa vie dans la capitale du Québec. À partir de cette année, elle décide de prioriser sa carrière de professorat à l'Université Laval plutôt que de continuer sa carrière d'interprète. Durant son brevet d'enseignante, certains de ses étudiants ont remporté le Prix d'Europe tels que Lucille Dompierre (1919), Anna-Marie Messénie (1922), Conrad Bernier (1923) et Henri Mercure (1927).

#### Exploit
Lorsqu'on parle de la mémoire musicale de Berthe Roy, on dit qu'elle est impressionnante. C'est parce qu'elle réussissait à jouer au piano toutes les fugues du recueil de Bach: Clavier bien tempéré, tout cela sans partitions.  En plus, elle transposait chacune des pièces musicales dans les 12 tonalités, et ce toujours de mémoire.

## Concerts
- Concert au Massey Hall de Toronto (25 mars 1908)[5].
- Concert à l'auditorium de Québec, accompagné d'Albert Chamberland (4 juin 1908)[7].
- Concert à la salle Loyola de Québec (23 avril 1919)[8].
- Une tournée de 125 concerts avec le violoniste Jan Kubelik, comme pianiste soliste[7].

## Hommages
- Une plaque "Ici vécut" de la ville de Québec est présente au 510 Rue Saint-Jean , en son honneur, pour indiquer son ancien lieu de résidence.